# Jezierce (województwo warmińsko-mazurskie)
Jezierce (niem. Haack) – osada w Polsce położona w województwie warmińsko-mazurskim, w powiecie iławskim, w gminie Zalewo.
W latach 1975–1998 miejscowość administracyjnie należała do województwa olsztyńskiego.
Wieś wzmiankowana w dokumentach z roku 1286 i 1466, jako wieś pruska na 8 włókach. Pierwotna nazwa wsi brzmiała Pokotiten. Wieś została zniszczona lub opuszczona, ponownie lokowana około roku 1431. W roku 1782 we wsi odnotowano 13 domów (dymów), natomiast w 1858 w 8 gospodarstwach domowych było 84 mieszkańców. W roku 1973 jako majątek Jezierce należały do powiatu morąskiego, gmina Małdyty, poczta Jerzwałd.